# Mescheti Achalciche
SK Mescheti Achalciche (gruz. სკ მესხეთი ახალციხე) – gruziński klub piłkarski z siedzibą w Achalciche.

## Historia
Założony w 2005 jako Mescheti Achalciche. W 2007 klub zdobył awans do Umaglesi Liga. W sezonie 2008/2009 zajął 8 miejsce i spadł do Pirveli Liga.

## Sukcesy
- Mistrzostwo Gruzji:

6 miejsce: 2007/2008